# Polype digestif

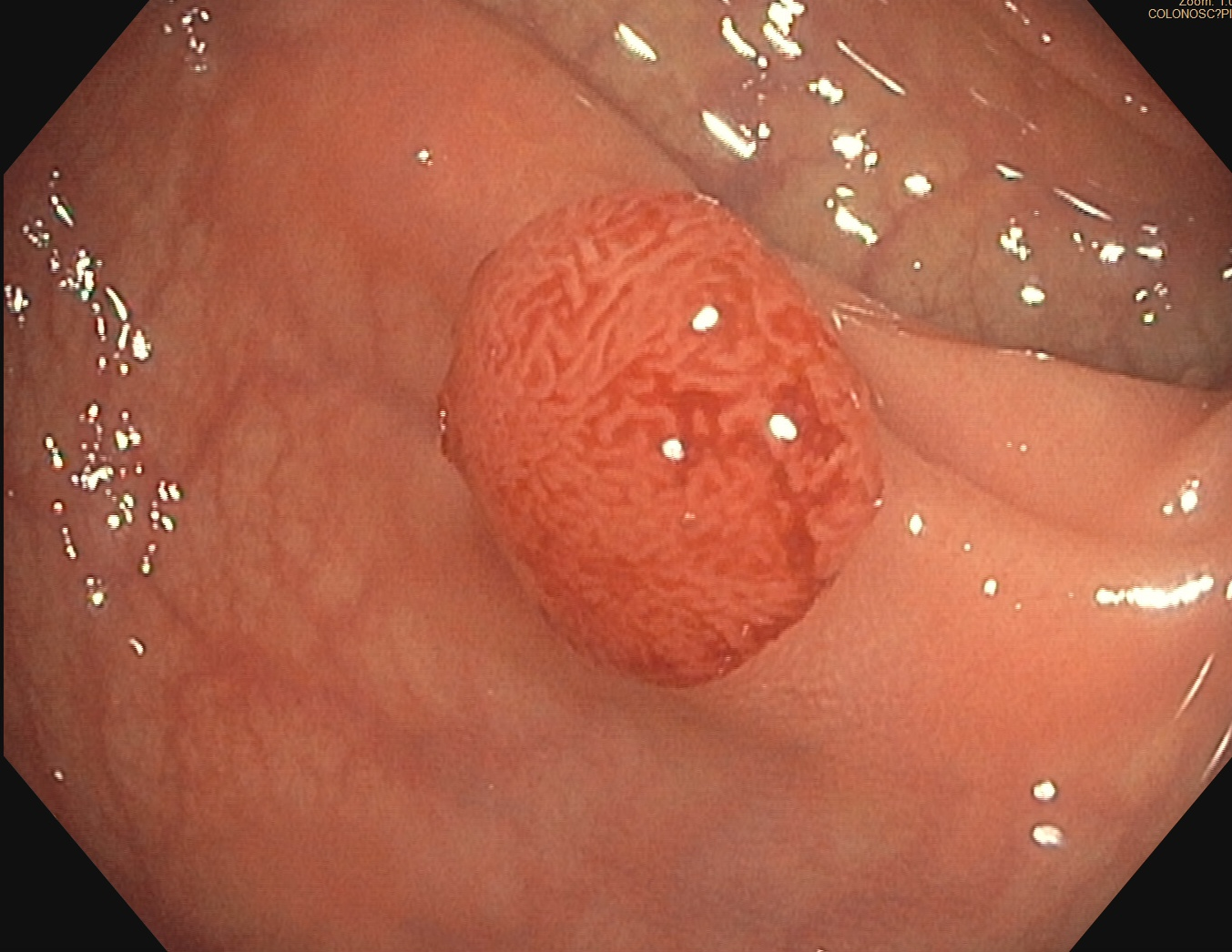
Polype au niveau du sigmoïde de 6-7 mm de diamètre vu en coloscopie.

Un polype digestif est une lésion surélevée de la muqueuse digestive. La localisation la plus fréquente est colorectale.
Les polypes digestifs sont des tumeurs le plus souvent bénignes, mais qui doivent être repérées et retirées car, avec le temps, elles peuvent évoluer en tumeurs cancéreuses. Elles peuvent être repérées par des examens d'endoscopie digestive : coloscopie pour l'examen du côlon et du rectum, fibroscopie ou gastroscopie pour l'estomac et le duodénum. Généralement, l'endoscope permet non seulement de repérer, mais aussi de retirer les polypes.